# Coup d'État du 18 fructidor an V
 (novembre 2013).

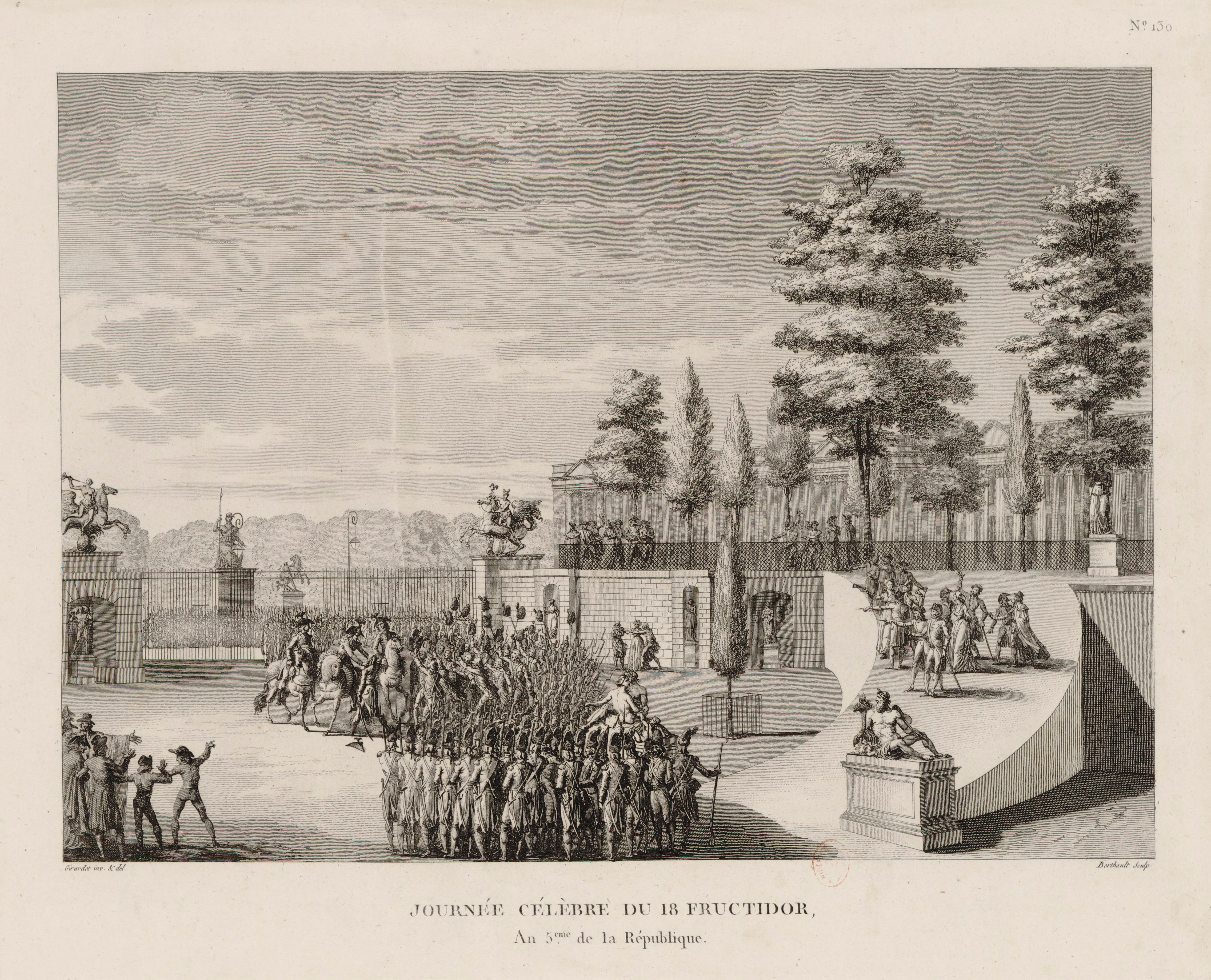
Journée célèbre du de la République : Jean-Pierre Ramel au jardin des Tuileries. Eau-forte de Pierre-Gabriel Berthault d'après Abraham Girardet (1802).

Le coup d'État du 18 fructidor an V (4 septembre 1797 dans le calendrier grégorien) est une opération politique menée sous le Directoire par Jean-François Reubell, Louis-Marie de La Révellière-Lépeaux et Paul Barras, trois des cinq directeurs, soutenus par l'armée, contre les royalistes, devenus majoritaires au Conseil des Cinq-Cents et au Conseil des Anciens. Ce coup d'État marque un renforcement de l'exécutif au détriment du pouvoir législatif.

## Contexte
Dans le contexte d'une France qui aspire à la stabilité, le gouvernement a agité le spectre de l'anarchie et du danger jacobin. Sous l'égide de Lazare Carnot, qui a laissé derrière lui son passé le plus extrémiste, des purges sont menées dans l'administration pour rassembler autour du pouvoir les anciens girondins et les fédéralistes survivants.
Le club de Clichy, qui regroupe les partisans de la royauté, est partagé entre un courant minoritaire, favorable à une restauration intransigeante qui soutient celui qui, en tant que prétendant au trône, est devenu de jure Louis XVIII et un courant majoritaire constitutionnaliste acceptant de gérer l'ordre social hérité de la Révolution et qui voudrait confier le pouvoir à Louis-Philippe, duc d'Orléans, fils de régicide. Ce dernier courant veut en finir avec le Directoire sans enfreindre la légalité en respectant les élections. Il est soutenu par d'influents banquiers et une partie de la noblesse « éclairée » revenue de ses illusions démocrates. Il est attaché à la garantie de propriété des biens nationaux dont il compte maints acheteurs dans ses rangs.
En 1797, lors du renouvellement annuel du tiers des Conseils, sur 216 députés sortants, seuls 11 sont réélus. Les royalistes, qui se présentent en défenseurs de l'ordre, se retrouvent majoritaires dans les deux conseils législatifs. Ils détiennent au total 330 sièges parlementaires et dominent la vie politique. Ils portent le général Charles Pichegru à la présidence du Conseil des Cinq-Cents, réussissent à faire nommer un directeur (François de Barthélemy) et font supprimer les lois contre les émigrés et contre les prêtres réfractaires.
Pichegru, homme achetable qui s'estime mal récompensé de ses services, s’était laissé approcher par des agents du prince de Condé et par des espions anglais en août 1795. Il a été relevé de son commandement en mars 1796, mais demeure populaire. S'il semble un temps séduit par l'idée d'un coup de force, il parie néanmoins sur le succès des urnes, qui est plus avantageux pour les royalistes constitutionnels dont il se sent proche. Il en est de même pour le club de Clichy, qui préfère se poser des objectifs législatifs que de tenter d'élaborer un coup de force. La majorité se prépare aux élections de l'an VI qui doivent assurer le triomphe de la monarchie.
Le Directoire est alors divisé en deux : Barthélemy et Carnot sont favorables à la majorité royaliste, tandis que Reubell et La Révellière-Lépeaux sont fermement républicains. Entre les deux Barras tergiverse. Reubell aimerait casser le suffrage. Il est un fait que la République compte encore des soutiens notamment dans l'armée.
Barras finit par se ranger du côté des républicains après la découverte de documents suspects trouvés sur un agent royaliste, le comte d'Antraigues (Louis-Alexandre de Launay), arrêté par Bonaparte. Ces documents annonceraient un coup d'État de la part du général Pichegru. Dans ses mémoires, le député Viénot-Vaublanc accrédite l'idée d'une tentative de coup d'État. En effet, il devait prononcer un discours de mise en accusation du triumvir,.
Formant un triumvirat avec Reubell et La Révellière, Barras n'entend pas se faire emporter par la prochaine marée électorale. Il consolide son administration avec des soutiens fermes comme Lazare Hoche au ministère de la Guerre et François de Neufchâteau à l'Intérieur. Avec Augereau, fidèle lieutenant de Bonaparte, il organise les modalités d'un coup de force.

## Le coup d'État
Les « triumvirs », avertis, décident, selon leurs explications, de devancer les Clichyens (crypto-royalistes) en faisant immédiatement arrêter leurs chefs. À l'aube du 18 fructidor an V, le général Augereau, dépêché par Bonaparte, fait occuper Paris.
Le directeur François Barthélemy, le président du Conseil des Cinq-Cents Siméon, le président du Conseil des Anciens André-Daniel Laffon de Ladebat, le général Charles Pichegru, le général Amédée Willot, Jean-Pierre Ramel, commandant de la garde du Corps législatif, un certain nombre de députés et de journalistes sont arrêtés par le général Verdière, incarcérés au Temple et déportés à Sinnamary en Guyane. Des affiches sont placardées dans Paris, révélant d'après les papiers de Louis-Alexandre de Launay la trahison de Charles Pichegru. Les deux directeurs favorables aux royalistes sont destitués. De nombreux députés, prêtres et journalistes sont, eux aussi, déportés en Guyane. Les élections de 49 départements sont annulées.
C'est à la suite de ce coup d'État que Lazare Carnot, qui craint une arrestation, prend la fuite.
Le pays n'a pas bougé et l'administration comme les députés « centristes » viennent féliciter le gouvernement pour avoir réagi fermement.

## Conséquences
Si le Directoire peut se présenter comme le sauveur de la République, il l'a fait au détriment de la légalité. Mais surtout, l'armée, qui, jusque-là n'avait été qu'un agent d'exécution des décisions de l'exécutif, devient un acteur qui peut s'octroyer le rôle d'arbitre et décider du sort de la nation.